# Zoo Karakol
Der Zoo Karakol ist ein Zoo in Karakol und der einzige Zoo Kirgisistans.

## Tiere
Im Zoo leben auf 8,7 ha 160 Tiere aus 35 Tierarten. Nur etwa 3 ha sind öffentlich zugänglich, auf der restlichen Fläche werden bedrohte Tiere auf die Auswilderung vorbereitet.
Einige der Tierarten sind Braunbären, Wölfe, Przewalski-Pferde, Bergziegen, Wildschweine, Luchse, Füchse, Japanmakaken und ein Schneeleopard.

## Geschichte
Der Zoo wurde 1987 als staatlicher Zoo gegründet. Nach dem Zerfall der Sowjetunion wurde der Zoo privatisiert. 2004 übernahm der NABU den Zoo und gründete dort ein Artenschutzzentrum. Dort wurden Tiere, die Wilderern abgenommen wurden, auf die Auswilderung vorbereitet. Seit 2013 betreibt die Stiftung Bugu-Enje den Zoo. Der Zoo wird durch Spenden finanziert.